# Voblast de Homiel
La voblast de Homiel (en biélorusse : Го́мельская во́бласць, Homielskaïa voblasts) ou oblast de Gomel (en russe : Го́мельская о́бласть, Gomelskaïa oblast) est une subdivision de la Biélorussie. Sa capitale administrative est la ville de Homiel ou Gomel.
Cette région de la Biélorussie a particulièrement souffert à la suite de l'explosion du réacteur de la centrale nucléaire de Tchernobyl le 26 avril 1986.

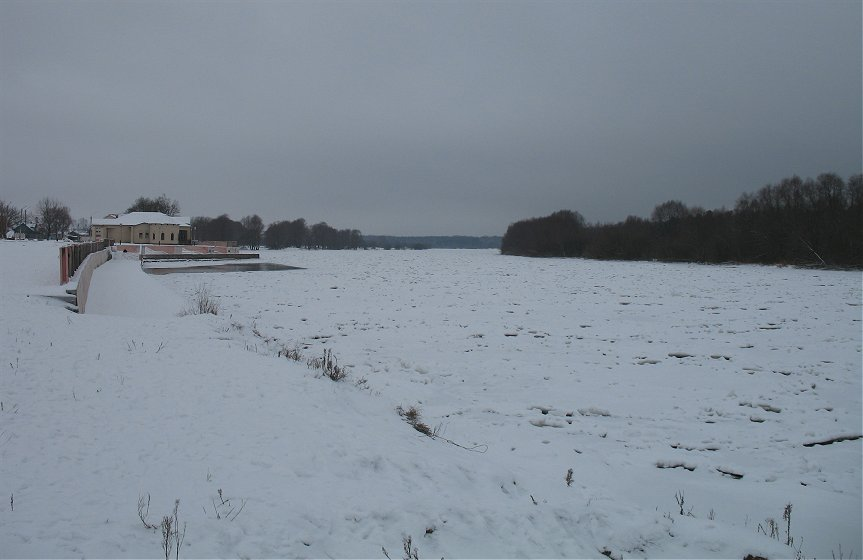
La rivière Biarezina gelée à Svietlahorsk

## Géographie

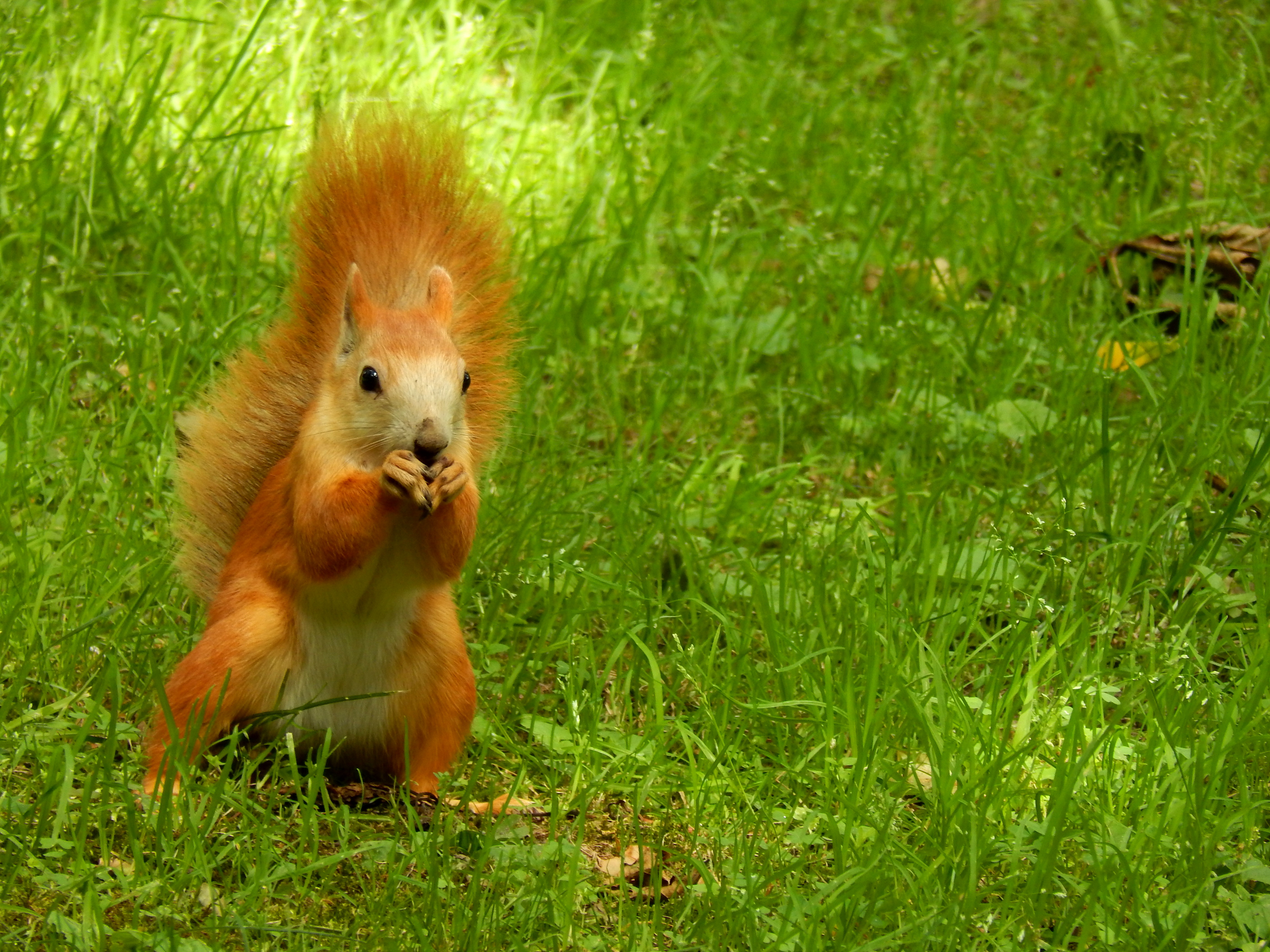
Un écureuil se promène dans le voblast. Juillet 2022.

La voblast de Homiel couvre une superficie de 40 369,51 km2 dans le sud-est du pays. Elle est limitrophe à l'ouest de la voblast de Brest, au nord-ouest de la voblast de Minsk, au nord de la voblast de Moguilev, à l'est de la Russie (oblast de Briansk) et au sud de l'Ukraine (oblast de Tchernihiv, oblast de Kiev et oblast de Jitomir).
Le climat est de type continental. La température moyenne du mois de janvier est de −6 °C, celle du mois de juillet est de +18 °C, la moyenne annuelle des précipitations est de 550–660 mm.

## Histoire
D'après la Chronique des temps passés, le territoire de l'actuelle voblast de Homiel fut occupé dès le Haut Moyen Âge par les tribus slaves des Radimichs et des Drégomichs, dont la capitale, Tur (aujourd'hui Touraw), était située dans l'ouest de la voblast. Ces principautés indépendantes participèrent à plusieurs combats contre les Byzantins, avant d'être progressivement assimilées par les ducs de Kiev, qui se nommaient d'ailleurs « duc de Kiev, Tchernigov et Tur ».
La région a souffert au milieu du XIIIe siècle des invasions mongoles.
Pendant le Moyen Âge, la partie occidentale de la voblast fit partie du grand-duché de Lituanie, puis de la république des Deux Nations après l'union avec la Pologne.
La première partition de la Pologne, en 1772, attribue la partie orientale du territoire de la voblast à la Russie. En 1793, la partie occidentale subit le même sort à la deuxième partition.
Pendant le XIXe siècle, la région se développe grâce à la construction de chemins de fer, gare de Jlobin-Passagers, gare de Homiel-Passagers.
Après une période d'occupation allemande en 1918, la république socialiste soviétique de Biélorussie est créée en 1920.
Au cours de la Seconde Guerre mondiale, la voblast est occupée par l'Allemagne nazie et subit de très nombreuses destructions. Sa communauté juive est exterminée. Le tissu économique est entièrement détruit, la ville de Gomel est détruite à 80 %. La voblast, où de nombreux partisans furent actifs, dénombre à la fin de la guerre 209 000 morts. Quarante mille personnes furent déportées en Allemagne et soumises au travail forcé pour répondre aux besoins en main-d'œuvre de l'économie de guerre allemande.
Le 26 novembre 1943, le voblast est entièrement libéré et réintègre la république socialiste soviétique de Biélorussie. Depuis la dislocation de l'Union soviétique, la voblast de Homiel fait partie de la république de Biélorussie indépendante.

## Population

### Démographie
Les résultats des recensements (*) depuis 1959 font apparaître une croissance régulière de la population de la voblast jusqu'aux années 1980, suivie par une diminution rapide, qui s'accélère dans les premières années du XXIe siècle.
| 1959*     | 1970*     | 1979 *    | 1989*     | 1999*     | 2009*     |
| --------- | --------- | --------- | --------- | --------- | --------- |
| 1 364 303 | 1 533 304 | 1 594 773 | 1 667 795 | 1 545 083 | 1 440 718 |

| Année | Population | Naissances annuelles | Décès annuels | Solde naturel annuel | Taux de natalité (‰) | Taux de mortalité (‰) | Solde naturel (‰) | Indice de fécondité |
| ----- | ---------- | -------------------- | ------------- | -------------------- | -------------------- | --------------------- | ----------------- | ------------------- |
| 2004  | 1 490 511  | 13 930               | 21 921        | -7 991               | 9,3                  | 14,7                  | -5,4              | 1,26                |
| 2005  | 1 477 643  | 14 119               | 22 339        | -8 220               | 9,6                  | 15,1                  | -5,5              | 1,28                |
| 2006  | 1 465 177  | 14 861               | 22 161        | -7 300               | 10,1                 | 15,1                  | -5,0              | 1,36                |
| 2007  | 1 454 314  | 15 993               | 21 141        | -5 148               | 11,0                 | 14,5                  | -3,5              | 1,47                |
| 2008  | 1 446 296  | 16 760               | 21 203        | -4 443               | 11,6                 | 14,7                  | -2,9              | 1,55                |
| 2009  | 1 441 266  | 17 133               | 21 402        | -4 269               | 11,9                 | 14,8                  | -2,9              | 1,59                |
| 2010  | 1 437 141  | 16 693               | 21 739        | -5 046               | 11,6                 | 15,1                  | -3,5              | 1,55                |
| 2011  | 1 432 340  | 16 612               | 21 437        | -4 825               | 11,6                 | 15,0                  | -3,4              | 1,56                |
| 2012  | 1 428 613  | 17 789               | 20 107        | -2 318               | 12,5                 | 14,1                  | -1,6              | 1,70                |
| 2013  | 1 426 587  | 18 227               | 19 635        | -1 408               | 12,8                 | 13,8                  | -1,0              | 1,77                |
| 2014  | 1 424 751  | 18 240               | 19 355        | -1 115               | 12,8                 | 13,6                  | -0,8              | 1,82                |
| 2015  | 1 423 452  | 18 480               | 18 787        | -307                 | 13,0                 | 13,2                  | -0,2              | 1,89                |
| 2016  | 1 421 799  | 18 386               | 18 609        | -223                 | 12,9                 | 13,1                  | -0,2              | 1,93                |

### Nationalités
La voblast est composée de Biélorusses à 84,2 %, de Russes à 11 %, d'Ukrainiens à 3,3 %, de Juifs à 0,4 % et de Polonais à 0,2 %.

### Religion
La religion principale est la religion orthodoxe.

### Villes principales
Population des principales villes et communes urbaines de la voblast d'après le recensement biélorusse de 2009 :
| - Homiel (482 652) - Mazyr (108 792) - Jlobine (75 866) - Svetlahorsk (69 995) - Retchytsa (64 731) - Kalinkavitchy (38 381) - Rahatchow (33 702) - Dobrouch (18 330) | - Jytkavitchy (15 893) - Khoïniki (13 844) - Leltchytsy (10 616) - Petrykaw (10 591) - Yelsk (9 725) - Kastsioukowka (9 484) - Bouda-Kachaliova (9 016) - Narowlia (8 110) | - Tchatchersk (7 991) - Vetka (7 927) - Karma (7 448) - Aktsiabarski (7 367) - Loïew (7 022) - Vassilievitchy (3 923) - Brahine (3 954) - Touraw (2 967) |

## Subdivisions administratives

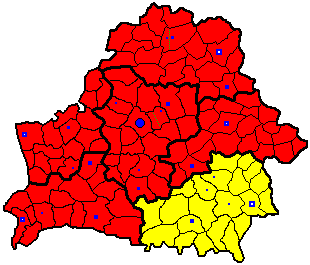
L'oblast de Gomel en jaune et ses 21 raions

La voblast est divisée en 21 raions :
| - raïon d'Aktsiabarski - raïon de Bouda-Kachaliova - raïon de Brahine - raïon de Dobrouch - raïon de Gomel - raïon de Jlobine - raïon de Jytkavitchy | - raïon de Kalinkavitchy - raïon de Karma - raïon de Khoïniki - raïon de Leltchytsy - raïon de Loïew - raïon de Mazyr - raïon de Narowlia | - raïon de Petrykaw - raïon de Rahatchow - raïon de Retchytsa - raïon de Svetlahorsk - raïon de Tchatchersk - raïon de Vetka - raïon de Yelsk |

et deux villes subordonnées à la voblast : Gomel et Mazyr.

## Économie

### Naturelle
Le voblast accueille la réserve radioécologique d'État de Polésie et le parc national de la Pripiat.
À la suite de la catastrophe de la centrale nucléaire de Tchernobyl, 20 des 21 districts de la région de Homiel ont été endommagés, 357 agglomérations ont cessé d'exister, environ 40 fermes et 216 000 hectares de terres agricoles ont été mis hors service, 1 127 agglomérations ont été contaminées, le nombre de personnes touchées était de 749 000 personnes. En plus de la réserve radioécologique d'État de Polésie, il existe également des zones fermées et dépeuplées dans les zones situées le long de la frontière russe.

### Agriculture
La voblast dispose de 14 503 km2 de terres agricoles (terres arables 59 %, pâturages et prairies 30 %). Les forêts, quant à elles, occupent une surface de 22 272 km2.

### Richesse du sous-sol
On trouve un gisement de pétrole dans la région de Retchytsa dont sont extraites annuellement 1 000 000 t de pétrole. On exploite aussi des gisements de tourbe, de charbon, de schistes bitumineux et bitumeux.